# Fakultet filozofije i religijskih znanosti
Fakultet filozofije i religijskih znanosti (skr. FFRZ), sastavnica je Sveučilišta u Zagrebu za humanističke znanosti. Utemeljila ga je Kongregacija za katoličku naobrazbu Rimske kurije 31. srpnja 1989. pod nazivom Filozofski fakultet Družbe Isusove (FFDI).

## Povijest
Isusovačku tradicija poučavanja filozofije u Zagrebu započela je 6. studenog 1662. godine uspostavom Filozofskog studija na Zagrebačkom Kolegiju koji je kasnije postao kolijevkom zagrebačkog Sveučilišta.
Taj je rad prestao ukinućem isusovačkog reda 1773. godine. Novija povijest isusovačke filozofske tradicije počinje osnivanjem Filozofskog instituta 1937. godine s trogodišnjim studijem filozofije, koji je onda na crkvenim filozofskim fakultetima vodio do stupnja licencijata iz filozofije. Djelatnost tog instituta se nastavlja pod nazivom Filozofsko-teološki institut Družbe Isusove u Zagrebu.
Dana 31. srpnja 1989. Kongregacija za katoličku naobrazbu (tal. Congregazione per l'Educazione Cattolica) pri Svetoj stolici, svojim Dekretom Filozofski studij podigla na razinu Filozofskog fakulteta, dala mu je pravo podjeljivanja akademskih stupnjeva: bakalaureata (diplome), licencijata (magisterija) i doktorata iz filozofije. Snagom te odluke FFDI je, u crkveno-pravnom smislu, potpuno izjednačen s Teološkim fakultetom u Zagrebu, Teološkim fakultetom u Splitu te Teološkim fakultetom u Đakovu.
Ministarstvo znanosti je rješenjem od 7. listopada 1992. godine FFDI upisalo u Registar znanstvenoistraživačkih organizacija i jedinica kao znanstvenoistraživačku organizaciju u znanstvenom polju filozofija. Djelovao je u sastavu Hrvatskih studija Sveučilišta u Zagrebu.
Senat Sveučilišta u Zagrebu 8. prosinca 2016. donosi kojom FFDI dobiva status fakulteta i postaje ravnopravna sastavnica Sveučilišta pod nazivom Fakultet filozofije i religijskih znanosti.

## Isusovački identitet
Isusovački identitet ima svoju tradiciju više od 450 godine, oni su jezgra karaktera i misije Fakulteta. Tako FFDI kao visokoškolska ustanova ističe da svojim djelovanjem nastoji poglavito oko izvrsnosti u poučavanju i znanstvenom istraživanju na području filozofije i religijskih znanosti, potičući međutim istodobno studente i na kritičnost mišljenja. Isusovačka se pedagogija temelji na osobnom i profesionalnom odnosu između nastavnika i studenta, te se brine ne samo oko usvajanje kognitivnih sadržaja odnosno znanja nego i oko stjecanje životne mudrosti.

## Nastavni program
Preddiplomski studij obuhvaća smjerove: Filozofija i religijske znanosti, Filozofija, te Filozofija i latinski jezik. 
Diplomski studij vodi dva smjera, filozofija, te religijske znanosti. FFDI izvodi također i poslijediplomski doktorski studij.

## Znanstveni projekti
Na Fakultetu filozofije i religijskih znanosti aktivna su dva znanstveni projekt|znanstvena projekta:
1. Praktična etika i hrabrost za opće dobro u vremenima krize. Ima li u hrvatskom društvu mjesta za vrline?
2. Kršćanska filozofija unutar hrvatske filozofije 20. stoljeća.

## Uprava
Upravu fakulteta čine veliki kancelar, njegov zamjenik, dekan i prodekan. Veliki kancelar je vrhovni poglavar Družbe Isusove sa sjedištem u Rimu. Njegov zamjenik je provincijal Hrvatske pokrajine Družbe Isusove iz Zagreba.
Poslovanje vode dekan i prodekan. Fakultetsko vijeće čine svi redovni i izvanredni profesori te docenti, a Fakultetsku konferenciju svi aktualni predavači, predstavnici studenata te službenici Fakulteta.

## Poveznice
- Isusovci u Hrvatskoj
- Hrvatski studiji

## Vanjske poveznice
- Službene stranice
- Isusovci u Hrvatskoj